# Cercanías Bilbao
Cercanías Bilbao est un réseau de transport en commun ferroviaire public de trains de banlieue de Bilbao et son agglomération. De type réseau express régional, il est exploité par Cercanías, qui est un service commercial de l'entreprise d'État Renfe Operadora, utilisant l'infrastructure ferroviaire de l'ADIF.
Il est organisé en quatre lignes, C-1, C-2, C-3 et C-4, qui ont pour origine, depuis 1999, la gare de Bilbao-Abando-Indalecio-Prieto. Ce réseau utilise les anciennes lignes de Bilbao à Portugalete et Triano (BPT), de Castejón (es) à Bilbao et de León (es) à Bilbao.

## Voie et matériel roulant
Le matériel utilisé dans les trains de banlieue est l'automotrice 446. Elle est composée de trois voitures, à une vitesse maximale de 100 km/h et elles sont électrifiées sous 3 kV.

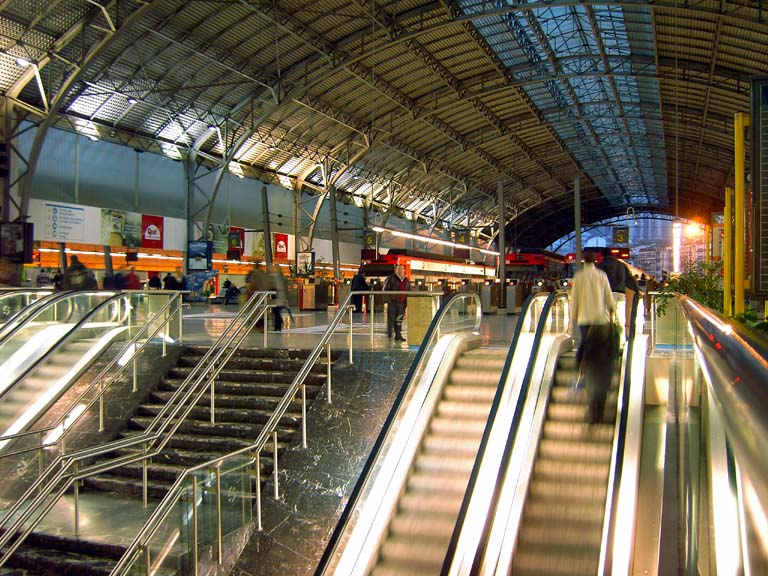
Intérieur de la Station de Bilbao-Abando

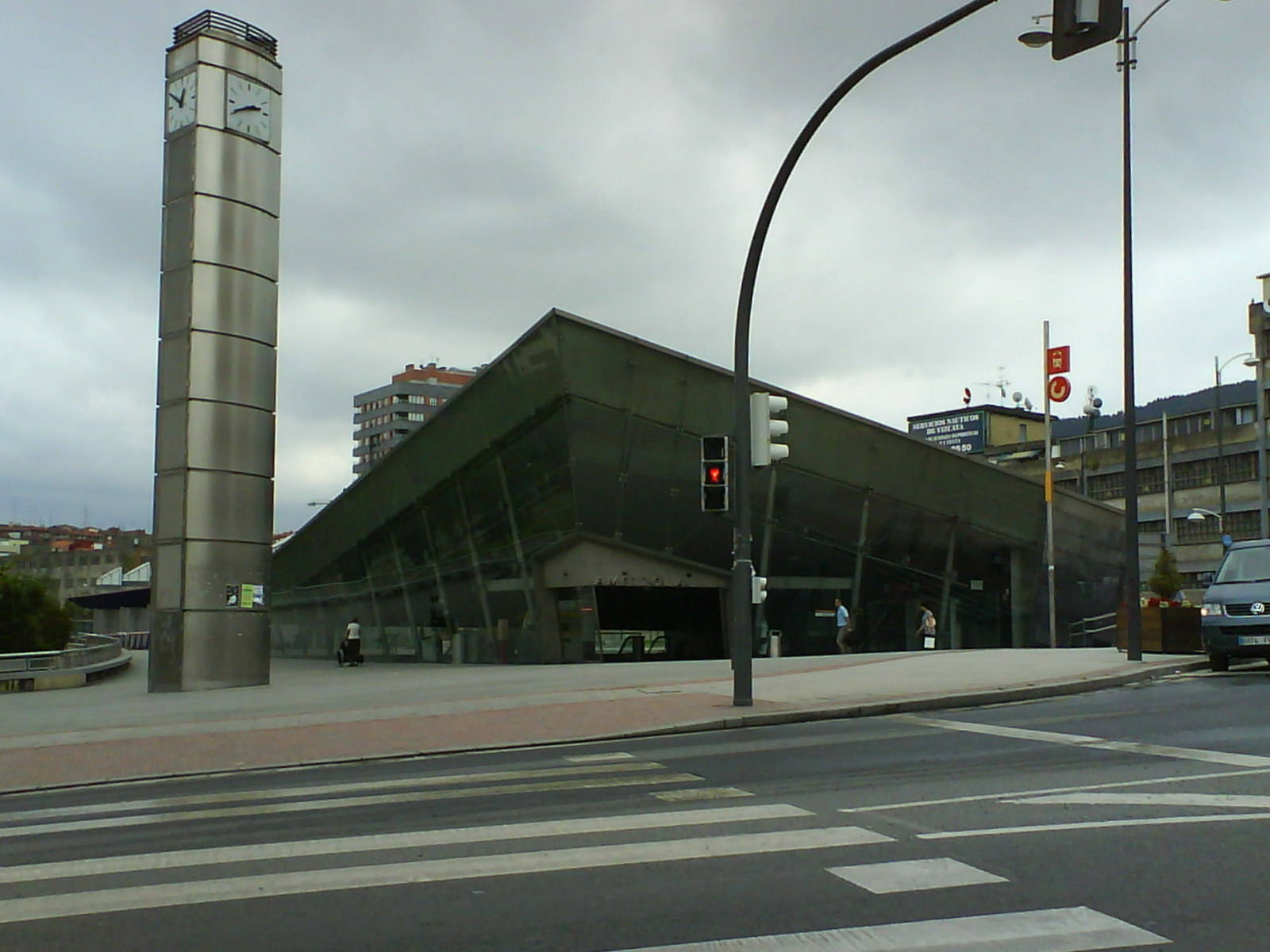
Extérieur de la gare d'Ametzola

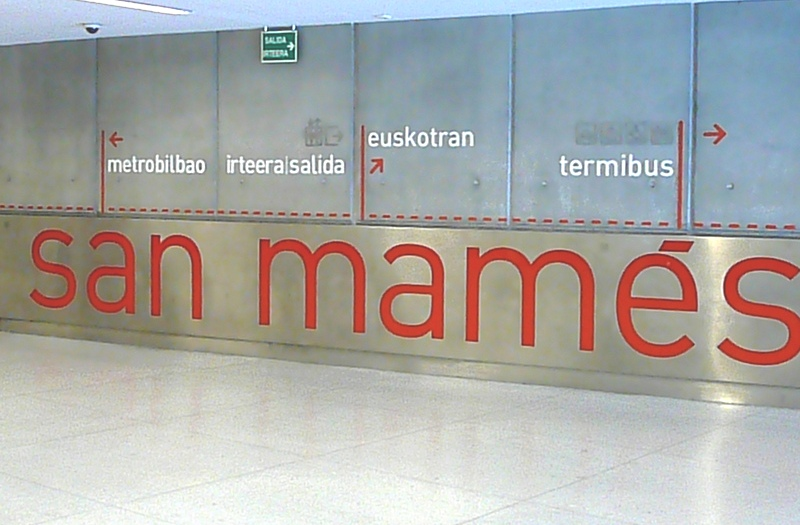
Hall de la gare de San Mamés

## Lignes

### Ligne C-1
La ligne C-1 est la plus grande des trois lignes, elle appartient à l'ancienne ligne Bilbao-Portugalete Triano et longe la rive gauche du fleuve Nervión. On y trouve une bifurcation pour les trains à destination du Port de Bilbao.

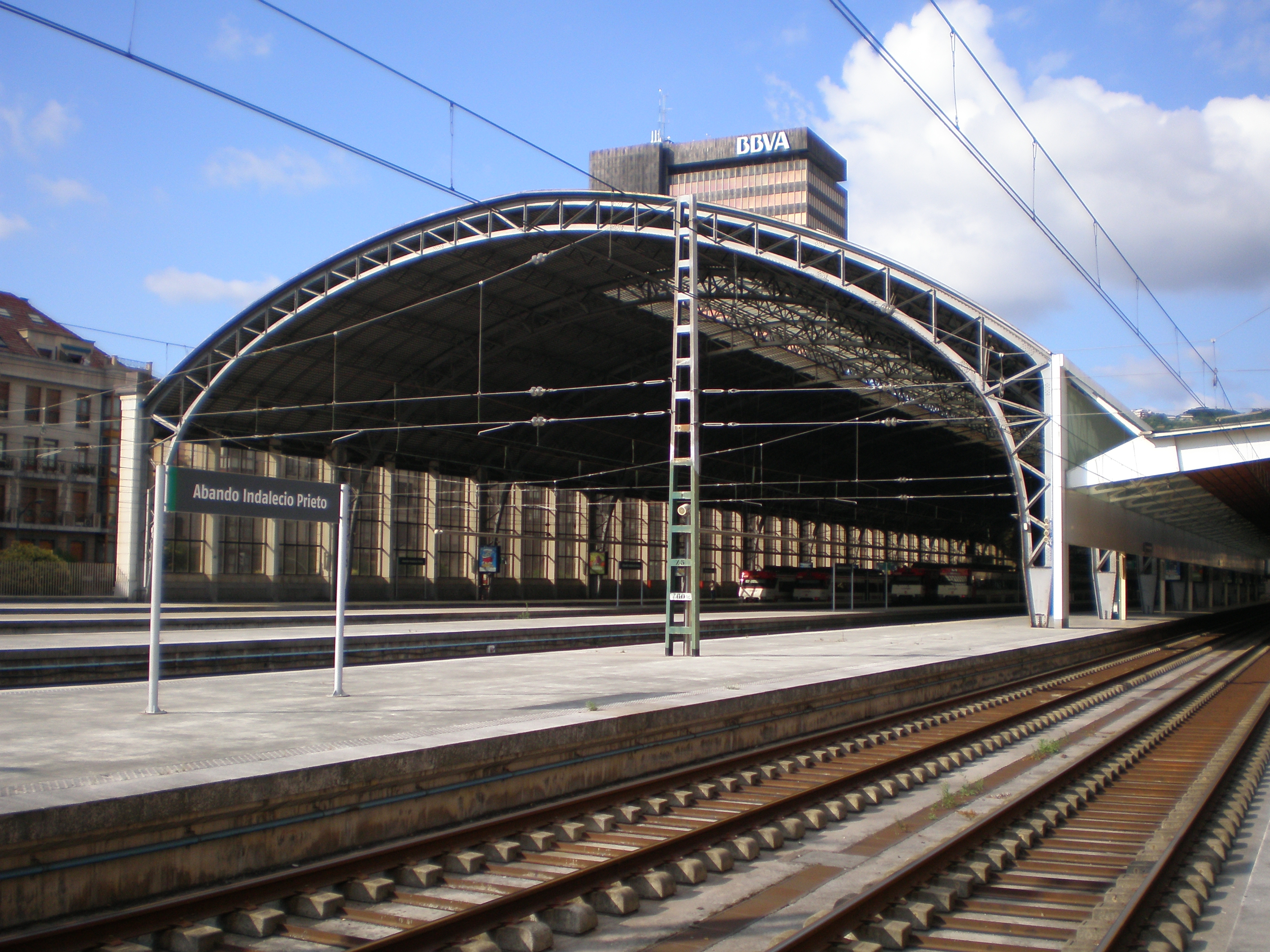
Gare de Bilbao-Abando-Indalecio-Prieto.

### Ligne C-2
La ligne C-2, appartient également à l'ancienne ligne Bilbao-Portugalete Triano. De plus c'est une ligne qui a été beaucoup utilisée pour les activités des zones minière de la région. On y trouve une bifurcation pour les trains à destination du Port de Bilbao. La ligne est très chargée aux heures de pointe et nécessite une extension jusqu'à la localité de Castro-Urdiales où vit une forte population qui travaille à Bilbao

### Ligne C-3
La ligne C-3 parcourt la vallée de la Nervión et appartient à l'ancienne ligne entre Bilbao et Tudela. C'est une ligne très empruntée car elle permet à la fois de desservir la banlieue de Bilbao et elle est connectée à la plus grande part du reste du réseau national pour les trains grandes lignes.

### Ligne C-4
La ligne C-4 parcourt la vallée de la Kadagua et appartient à l'ancienne ligne entre Bilbao et León.